# La polizia ringrazia
La polizia ringrazia è un film del 1972 diretto da Stefano Vanzina e interpretato da Enrico Maria Salerno.
Per molti critici è il film capostipite del genere cinematografico poliziesco all'italiana.

## Trama
Roma: due giovani rapinatori uccidono il proprietario di una gioielleria ed un passante accorso per fermarli. Il commissario Bertone, capo della squadra omicidi, incaricato di risolvere il caso, riesce a individuare uno dei due malviventi, che però prima della cattura viene eliminato da un misterioso gruppo, in una vera e propria esecuzione. Altri criminali cadono sotto l'azione dei giustizieri, compresa una prostituta ed un ex partigiano, nel quadro di un disegno più ampio, ossia ottenere il consenso dell'opinione pubblica allo scopo di un'instaurazione di un regime autoritario.
Bertone nel frattempo viene posto sotto inchiesta dall'integerrimo sostituto procuratore della Repubblica Ricciuti, con l'accusa di avere permesso o favorito il pestaggio di un pregiudicato da parte di alcuni uomini della sua squadra, ma lentamente, e con l'aiuto di Sandra, una giornalista sua amica, egli riesce a risalire ai membri ed ai sostenitori di questa particolare associazione eversiva, tra i quali l'ex questore Stolfi, suo amico. Il commissario Bertone, tradito dal suo collega Santalamenti, viene ucciso mentre sta per arrestare Stolfi. Il suo corpo viene ritrovato sotto un ponte lungo il fiume Tevere. Il procuratore Ricciuti, ormai convintosi della tesi di Bertone, decide di portare avanti le indagini, mostrando la sua determinazione nel perseguire anche le importanti personalità legate all'associazione.

## Produzione
In questo e nel successivo film drammatico con Alberto Sordi, Anastasia mio fratello, il regista si firma con il suo vero nome, Stefano Vanzina, poiché riteneva che il suo pseudonimo Steno fosse troppo legato alla commedia.

## Distribuzione
Il film è stato distribuito nel circuito cinematografico italiano il 25 febbraio 1972.
In Germania Ovest è stato distribuito il 17 novembre 1972 con il titolo Das Syndikat.
In Francia arrivò nelle sale con il titolo Société anonyme anti-crime, il 26 febbraio 1975.
Venne in seguito distribuito anche nei paesi anglofoni con il titolo Execution Squad.

## Accoglienza
Il film fu accolto molto favorevolmente dal pubblico: incassò infatti 1.696.360.000 lire dell'epoca, risultando il 19° miglior incasso in Italia della stagione cinematografica 1971-1972.

## Riconoscimenti
- 1972 – Festival Internazionale del Cinema di San Sebastián
  - Concha de Plata a Stefano Vanzina